# Drakovci
Drakovci so naselje v Občini Ljutomer.